# Дарко Савић
Дарко Савић (19. јануар 1979) је српски фудбалер у пензији који је играо као дефанзивац и тренутно је менаџер Септември Софије II. Већи део своје каријере играо је у улози централног бека, али је такође коришћен као десни бек.

## Каријера
Савић је каријеру почео у Сартид Смедереву. После четири године играња у Првој лиги СР Југославије, потписао је за Спартак Варна у лето 2002.

### Спартак Варна
Савић је дебитовао у бугарској лиги 10. августа 2002, заменивши Стефана Дончева у гостујућем поразу од ЦСКА Софија резултатом 3–1. Седам дана касније, први је стартовао за Спартак, поразом од 1:0 од Локомотиве Пловдив на стадиону Спартака.
Савић је 24. фебруара 2004. постигао аутогол у поразу код куће са 2:1 од Черно Мореа у дербију Варне.

### Локомотива Софија
Савић се 3. септембра 2004. придружио Локомотиви Софија на слободном трансферу. За Локомотиву је први пут наступио у лиги у поразу од Локомотиве Пловдив резултатом 4:0 11. септембра.
18. априла 2009. постигао је свој први гол у Бугарској у победи над Черним Морем резултатом 3–2, чиме је гол отворио заштитним знаком са 25 јарди. Савић је 31. маја искључен у мечу против свог претходног Спартака из Варне због прекршаја над Ангелом Стојковом.
Савић је 11. априла 2011. постао други страни играч после Небојше Јеленковића, који је уписао 200 наступа у Првој лиги Бугарске. Од марта 2015. одиграо је 246 мечева у највишој лиги бугарског фудбала, и био је трећи на листи играча свих времена за странце. Савић је и небугарски дефанзивац са највише утакмица. 10. јуна 2011. године објављено је да је Савић, заједно са Валентином Галевом, Кристијаном Добревом, Марчом Дафчевом и Руменом Горановим, пристао да потпише нови двогодишњи уговор, који ће га задржати у Локомотиви до 2013. године. Уговор је коначно потписан 19. јуна.
Уговор са Локомотивом му је раскинут 9. фебруара 2012.

### Ботев Враца
Савић је 14. фебруара 2012. прешао у Ботев Враца. Дебитовао је за Ботев у поразу на домаћем терену од 1:0 од Славије из Софије 3. марта.

#### Менаџерска каријера
Савић је 23. августа 2019. године именован за директора Спортиста Своге. Отпуштен је 4. јануара 2020.
Савић је у фебруару 2020. године постављен за управника Костинброда. Напустио је ту позицију непосредно пре почетка сезоне 2021–22.

## Статистика каријере
Ажурирано 8. маја 2016
| Клуб                 | Сезона            | Лига | Лига   | Куп | Куп    | Европа | Европа | Укупно | Укупно |
| Клуб                 | Сезона            | АП   | Голови | АП  | Голови | АП     | Голови | АП     | Голови |
| -------------------- | ----------------- | ---- | ------ | --- | ------ | ------ | ------ | ------ | ------ |
| ФК Спартак Варна     | 2002–03           | 18   | 0      | 2   | 0      | –      | –      | 20     | 0      |
| ФК Спартак Варна     | 2003–04           | 19   | 0      | 2   | 0      | –      | –      | 21     | 0      |
| ФК Спартак Варна     | Укупно            | 37   | 0      | 4   | 0      | –      | –      | 41     | 0      |
| ФК Локомотива Софија | 2004–05           | 22   | 0      | 1   | 0      | –      | –      | 23     | 0      |
| ФК Локомотива Софија | 2005–06           | 26   | 0      | 0   | 0      | –      | –      | 26     | 0      |
| ФК Локомотива Софија | 2006–07           | 27   | 0      | 1   | 0      | 5      | 0      | 33     | 0      |
| ФК Локомотива Софија | 2007–08           | 26   | 0      | 3   | 0      | 4      | 0      | 33     | 0      |
| ФК Локомотива Софија | 2008–09           | 22   | 1      | 1   | 0      | 0      | 0      | 23     | 1      |
| ФК Локомотива Софија | 2009–10           | 23   | 0      | 0   | 0      | –      | –      | 23     | 0      |
| ФК Локомотива Софија | 2010–11           | 24   | 0      | 0   | 0      | –      | –      | 24     | 0      |
| ФК Локомотива Софија | 2011–12           | 6    | 0      | 0   | 0      | 3      | 0      | 9      | 0      |
| ФК Локомотива Софија | Укупно            | 176  | 1      | 6   | 0      | 12     | 0      | 194    | 1      |
| ФК Ботев Враца       | 2011–12           | 13   | 0      | 0   | 0      | –      | –      | 13     | 0      |
| ФК Ботев Враца       | 2012–13           | 20   | 0      | 0   | 0      | –      | –      | 20     | 0      |
| ФК Ботев Враца       | 2013–14           | 14   | 1      | 1   | 0      | –      | –      | 15     | 1      |
| ФК Ботев Враца       | 2014–15           | 20   | 0      | 1   | 0      | –      | –      | 21     | 0      |
| ФК Ботев Враца       | Укупно            | 67   | 1      | 2   | 0      | 0      | 0      | 69     | 1      |
| ФК Локомотива Софија | 2015–16           | 16   | 1      | 0   | 0      | –      | –      | 16     | 1      |
| ФК Локомотива Софија | Укупно            | 16   | 1      | 0   | 0      | 0      | 0      | 16     | 1      |
| Укупно у каријери    | Укупно у каријери | 296  | 3      | 12  | 0      | 12     | 0      | 320    | 3      |